# Friedrich Christian Diez
Friedrich Christian Diez, född 15 mars 1794 i Giessen, död 29 maj 1876 i Bonn, var en tysk språk- och litteraturforskare.
Diez deltog 1813 med en hessisk frikår i kriget mot Frankrike. Han blev 1830 professor i germansk och romansk filologi vid Bonns universitet. Som skriftställare uppträdde han först med Altspanische Romanzen (1821) och Beiträge zur Kenntniss der romantischen Poesie (1825). Banbrytande för kännedomen om den provensalska trubadurdiktningen var hans tidigare arbeten, Die Poesie der Troubadours (1826, andra upplagan av Karl Bartsch 1883) och Leben und Werke der Troubadours (1826; andra upplagan av Bartsch 1882). 
Under starkt inflytande av Jacob Grimms forskningsmetoder ägnade han sig därefter främst åt jämförande språkhistorisk behandling av de romanska språken, på vilket område han även var av grundläggande betydelse. Han huvudverk här är Grammatik der romanischen Sprachen (tre band, 1836–45, femte upplagan 1883) och Etymologisches Wörterbuch der romanischen Sprachen (två band 1853, femte upplagan av August Scheler 1887). Bägge dessa arbeten, genom vilka Diez kom att betraktas som den romanska filologins grundläggare, behandlar för första gången de nämnda språken från jämförande historisk synpunkt. Av hans övriga skrifter kan nämnas Altromanische Sprachdenkmale (1846) och Ueber die erste portugiesische Kunst- und Hofpoesie (1863).